# 黑龙江财经学院
45°53′03.16″N 126°29′55.06″E / 45.8842111°N 126.4986278°E
黑龙江财经学院（Heilongjiang University of Finance and Economics），简称“龙财”，是经中华人民共和国教育部批准独立设置的民办全日制普通本科院校，位于黑龙江省哈尔滨市利民开发区。

## 历史沿革
黑龙江财经学院的前身是始建于1999年4月的哈尔滨德强专修学院；2000年2月，经黑龙江省教育委员会批准，与黑龙江商学院合作成立民办二级学院，更名为黑龙江商学院哈尔滨商务学院；2001年11月，经黑龙江省教委批准，更名为哈尔滨商业大学商务学院；2003年4月，更名为哈尔滨商业大学德强商务学院；2004年2月，经教育部批准确认为独立学院；2008年9月，经教育部批准转设民办普通本科高校，更名为哈尔滨德强商务学院；2013年4月，经教育部批准更名为黑龙江财经学院。

## 办学条件
截止2021年10月，黑龙江财经学院占地面积705014.05平方米，校舍建筑面积278072.89平方米。固定资产6.70亿元，其中教学仪器设备总值6329.03万元。馆藏纸质图书117.79万册、电子图书328万册。建有实验室、校内实训基地65个，校外实习基地122个。校园网万兆骨干千兆到桌面，出口带宽1.4G，信息点8635个，应用服务60多项。专任教师584人，本科生11671人，生师比为19.98∶1。拥有8个研究中心。获省级教学成果一等奖1项、二等奖4项。“十三五”以来主持国家艺术基金项目1项、教育部产学合作协同育人项目3项、省厅级教改项目33项和科研项目58项、横向课题12项，获得授权专利53项，编写专著和教材31部，公开发表学术论文750篇。

## 院系设置
- 经济学院
- 金融学院
- 会计学院
- 管理学院
- 财经信息工程学院
- 人文学院
- 艺术学院
- 通识教育学院
- 马克思主义学院
- 体育军事教学部[3]